# Ласи Нуми
Ласи Нуми (Lassi Nummi) е финландски поет, автор на романтична поезия. Неговата лирическа проза е разнолика — от спокойното, почти пасторално повествование се редува с вълнение за съдбата на човека в сложния и несигурен капиталистически свят. Още в първото си произведение „Страдание за нашето съществуване“ (1949) Ласи Нуми загатва основните проблеми, които ще го интересуват в по-нататъшното му художествено творчество.

## Творчество
- „Знак на небето и на земята“ (1956)
- „Хекзаметри“ (1963) – лирика
- „Днес в пътуване“ (1977), с цикли стихове, посветени на България.
- От прозаическите му творби „Пейзаж“ (1949) е опит за нов роман.